# Abubaker Kaki Khamis
Abubaker Kaki Khamis (Elmuglad, 21 juni 1989) is een Soedanese middellangeafstandsloper, die is gespecialiseerd in de 800 m. Op deze afstand vestigde hij in 2007 eerst een Soedanees record en verbeterde hij een jaar later zelfs het wereldjeugdrecord. Daarnaast was hij van 2008 tot 2012 regerend wereldindoorkampioen op deze afstand.

## Biografie

### Eerste internationale successen
Zijn eerste succes behaalde Kaki Khamis in 2005 op het WK voor B-junioren in Marrakesh. Hier won hij een bronzen medaille op de 1500 m in een persoonlijke recordtijd van 3.45,06. Het jaar erop werd hij zesde op de 800 m tijdens het WK voor junioren in Peking. Met zijn 1.48,46 kwam hij een seconde tekort op de Keniaanse winnaar David Rudisha.
In 2007 won hij onverwachts de 800 m op de Afrikaanse Spelen in Algiers. Met een tijd van 1.45,22 versloeg hij de olympische zilverenmedaillewinnaar Mbulaeni Mulaudzi. Op de wereldkampioenschappen van 2007 in Osaka werd hij in de series uitgeschakeld; in 1.46,38 werd hij zesde. In november dat jaar nam hij deel aan de Pan-Afrikaanse Spelen in Algiers. Daar won hij een langzaam gelopen 1500 m, alsmede de 800 m in een Soedanees record.

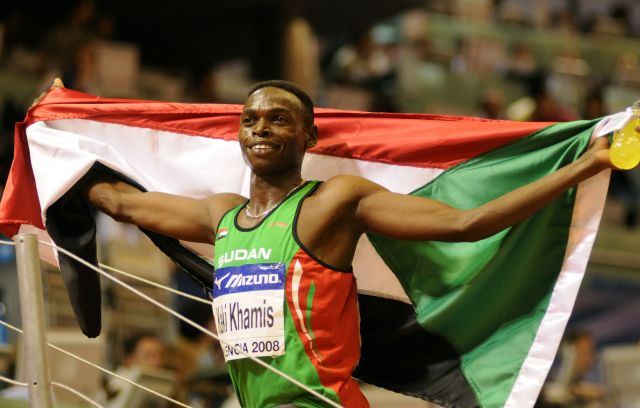
De jongste wereldkampioen ooit, WK indoor 2008

### Jongste wereldindoorkampioen
Op 9 maart 2008 werd Abubaker Kaki Khamis in het Spaanse Valencia op de leeftijd van achttien jaar en 262 dagen de jongste wereldindoorkampioen op de 800 m. Van kop af aan leidde hij de wedstrijd met toppers als Mbulaeni Mulaudzi (voormalig wereldkampioen), Yusuf Saad Kamel en Dmitrijs Milkevics. Na tussentijden van 24,92, 51,26 en 1.18,28 perste hij er in de slotronde nog een 26,53 uit en finishte in 1.44.81, de vijfde tijd ooit. Alle vijf andere atleten liepen achter hem aan en liepen een persoonlijk record. Mulaudzi werd tweede in 1.44,91 en Kamel derde in 1.45,26. "Mijn trainer gaf me de opdracht de leiding te nemen en zo hard te lopen als ik kon. Dit bleek vandaag een goede tactiek. Ik heb goud gewonnen en ben gelukkig. In de zomer denk ik dat ik het wereld juniorenrecord kan verbeteren en goed kan presteren in Peking".
Die voorspelling kwam slechts ten dele uit. Op 6 juni won hij tijdens de Bislett Games in Oslo de 800 m in 1.42,69, een nieuw wereldrecord voor junioren, dat sinds 1997 op 1.43,64 had gestaan, op naam van Japheth Kimutai uit Kenia. Het is echter een heel ander verhaal, zeker voor een atleet van zijn leeftijd, om zo'n vorm een heel seizoen lang vast te houden. Bij de Olympische Spelen in Peking ondervond hij de terugslag: na zoals verwacht zijn 800 meterserie nog te hebben gewonnen in 1.46,98, zakte de ambitieuze Soedanees in de halve finale door het ijs; hij werd in 1.49,19 achtste en laatste.

### Valpartij in plaats van goud
Aan het begin van het seizoen 2009 liet Kaki Khamis echter zien dat hij opnieuw grootse plannen had. Bij de Qatar Super Grand Prix in Doha kwam hij op 8 mei op de 800 m alweer tot 1.43,09, slechts 0,4 seconden verwijderd van zijn PR. Hij was vast van plan om op de later in het jaar te houden wereldkampioenschappen in Berlijn voor het goud gaan. In de Duitse hoofdstad liepen de zaken echter geheel anders dan hij zich had voorgesteld. Nadat Kaki Khamis in zijn serie van de 800 m als tweede had weten te finishen in 1.46,41, één honderdste seconde achter winnaar Mbulaeni Mulaudzi, volgde in zijn halve finale een dramatische ontknoping. De in een hoog tempo leidende Soedanees verstapte zich op ongeveer 300 meter na de start en viel. De direct achter hem lopende Nederlander Bram Som buitelde over hem heen. Som kon zijn weg daarna vervolgen en werd, na een ingediend protest, alsnog toegelaten tot de finale, maar Kaki Khamis was zozeer van slag door zijn valpartij, dat hij de race niet kon uitlopen.

### Indoortitel geprolongeerd
In maart 2010 kwam Abubaker Kaki Khamis naar het WK indoor in Doha om te winnen. In de 800 m finale sprintte hij direct na de start naar de kop van het veld, om die vervolgens niet meer af te staan, ook niet toen in de laatste bocht de Keniaan Boaz Kiplagat Lalang nog gevaarlijk kwam opzetten. Khamis won zoals hij wilde in 1.46,23, de beste prestatie van het indoorseizoen. Hij werd hiermee, na Paul Ereng in 1989 en 1991, de tweede atleet ooit die op dit nummer zijn indoortitel wist te prolongeren.
Op de Olympische Zomerspelen 2012 in Londen plaatste hij zich voor de finale van de 800 m. Daar werd hij zevende met een tijd van 1.43,32. De wedstrijd werd gewonnen door David Rudisha uit Kenia, die met 1.40,91 het wereldrecord verbeterde. 

## Titels
- Wereldindoorkampioen 800 m - 2008, 2010

## Persoonlijke records
Outdoor
| Onderdeel | Prestatie    | Datum        | Plaats |
| --------- | ------------ | ------------ | ------ |
| 800 m     | 1.42,23 (NR) | 4 juni 2010  | Oslo   |
| 1000 m    | 2.13,62 (NR) | 3 juli 2010  | Eugene |
| 1500 m    | 3.31,76      | 22 juli 2011 | Monaco |
| 10 km     | 30:18        | 2 feb 2007   | Muscat |

Indoor
| Onderdeel | Prestatie | Datum            | Plaats    |
| --------- | --------- | ---------------- | --------- |
| 800 m     | 1.44,81   | 9 maart 2008     | Valencia  |
| 1000 m    | 2.15,77   | 21 februari 2008 | Stockholm |

## Palmares

### 800 m
- 2005: 7e Afrikaanse jeugdkamp. - 1.50,30
- 2006: 6e WK U20 - 1.48,46
- 2007:  Pan-Arabische Spelen - 1.43,90
- 2007: 6e in serie WK - 1.46,38
- 2007:  Afrikaanse Spelen - 1.45,22
- 2008:  WK indoor - 1.44,81
- 2008: 8e ½ fin. OS - 1.49,19 (serie: 1.46,98)
- 2009:  FBK Games - 1.43,10
- 2010:  WK indoor - 1.46,23
- 2011:  WK - 1.44,41
- 2012: 7e OS - 1.43,32

### 1500 m
- 2005:  WK voor B-junioren - 3.45,06
- 2007:  Pan-Arabische Spelen - 3.47,92

### Golden League en Diamond League-podiumplekken
- 2008:  800 m Bislett Games – 1.42,69
- 2010:  800 m Bislett Games – 1.42,23
- 2010:  1000 m Prefontaine Classic – 2.13,62
- 2010:  800 m Meeting Areva – 1.43,50
- 2010:  800 m Herculis – 1.43,10
- 2010:  800 m Aviva London Grand Prix – 1.44,38
- 2010:  800 m Memorial Van Damme – 1.43,84
- 2011:  800 m Prefontaine Classic – 1.43,68
- 2011:  800 m British Grand Prix – 1.44,54
- 2011:  1500 m Herculis – 3.31,76
- 2011:  800 m Aviva London Grand Prix – 1.43,13
- 2012:  800 m Prefontaine Classic – 1.43,71
- 2014:  800 m Golden Gala – 1.44,57